# Максвел Холт
Максвел Филип Холт (енгл. Maxwell Philip Holt; Синсинати, 12. март 1987) амерички је одбојкаш, који игра на позицији средњег блокера. Наступа за италијанску Модену.
Са репрезентацијом Сједињених Америчких Држава освојио је бронзане медаље на Олимпијским играма у Рио де Жанеиру 2016. и на Светском првенству у Италији и Бугарској 2018. На Светском купу 2015. дошли су до злата, а Холт је уврштен у идеалан тим такмичења као најбољи средњи блокер. У Светској лиги има злато из 2014, и бронзу 2016, а у Лиги нација бронзу из 2018. Са првенства Северне, Централне Америке и Кариба има злата из 2013. и 2017. и бронзу из 2011.
Са московским Динамом освојио је Цев куп, са Пиаћензом Куп изазивача, а са Моденом Суперкуп Италије.